# Paul Friedrich von Moltke
Freiherr Paul Friedrich Wilhelm von Moltke (russisch Павел Фёдорович Мольтке; transkribiert Pawel Fjodorowitsch Moltke; * 23. August 1786 in Ludwigslust; † 23. Februar 1846 in Karlsruhe) war ein russischer Diplomat.

## Leben

### Herkunft
Paul Friedrich war Angehöriger des mecklenburgischen Adelsgeschlecht Moltke. Seine Eltern waren der Generalmajor Adolf Friedrich von Moltke (* 1759) und Friederika von Lützow († 1834). Mit Generalfeldmarschall Helmut von Moltke hatte er im kaiserlichen Hauptmann und Erbherr auf Samow, Friedrich Kasimir Siegfried von Moltke (1730–1785) einen gemeinsamen Großvater.

### Werdegang
Moltke trat 1799 in russische Dienste und wurde von dort von 1809 bis 1811 in diplomatischen Missionen in Königsberg und Berlin, sowie im Jahre 1811 auch in Schweden eingesetzt. Er diente von 1814 bis 1816 unter Konstantin Pawlowitsch Romanow in der Abteilung des Ministeriums für auswärtige Angelegenheiten. Ab 1816 war Moltke Sekretär der diplomatischen Mission in Turin und wurde schließlich 1829, bereits im Rang eines Wirklichen Geheimen Staatsrats, Geschäftsträger (Chargé d'Affaires) in Baden; am 12. Mai hatte er seine Antrittsaudienz bei Großherzog Ludwig. Auf dieser Stellung als russischer Gesandter in Karlsruhe blieb Moltke bis zu seinem Tod.
1835 verlieh der russische Kaiser Nikolaus dem Markgrafen Maximilian von Baden den St. Annenorden I. Klasse und ließ ihn durch den kaiserlich russischen Geschäftsträger am großherzoglich badischen Hof übergeben.

### Familie
Moltke vermählte sich in erster Ehe 1830 in Baden-Baden mit Natalie von Berckholtz (1808–1836) und hiernach 1837 mit ihrer jüngerer Schwester Sophie von Berckholtz (1810–1878), beides Töchter des Gabriel Leonhard von Berckholtz und der Barbara Schröder (1834–1859). Mit seiner ersten Gattin hatte er eine Tochter Olga von Moltke (1832–1906), welche sich wiederum 1851 auf Schloss Ortenberg mit Graf Anton von Chotek (1822–1893), Erbherr auf Großpriesen, Zahorzan und Herrschaft Neuhof in Böhmen, sowie Gesandter der Monarchie Österreich-Ungarn in Sankt Petersburg verehelichte.
Der württembergische Generalmajor Friedrich Freiherr von Wimpffen (1784–1845) war seit 1817 sein Schwager, vermählt mit Moltkes Schwester Freiin Elisabeth Marie Luise („Elise“; 1795–1832). Diese war seit 1820 Hofdame der Königin Pauline Therese Luise von Württemberg in Stuttgart. Wimpffen war Adjutant des Königs Wilhelm I. von Württemberg und der jüngste Sohn des württembergischen Generals Franz Ludwig von Wimpffen und ein Bruder des Generalmajors Graf Franz von Wimpffen. Über seine jüngere Schwester Sophia Feodorowna von Moltke (1797–1882), Hofdame der Großfürstin Elena Pawlowna war er auch mit dem Dimitri Petrowitsch Severin (1792–1865) dem russischen Gesandten und bevollmächtigten Minister in München verschwägert.

### Auszeichnungen
- Roter Adlerorden III. Klasse
- 1819 Pour le Mérite
- 1820 Orden der Heiligen Anna II. Klasse mit Diamanten
- 1825 Orden der heiligen Mauritius und Lazarus III. Klasse
- 1830 Orden des Heiligen Wladimir IV. Klasse mit Schleife
- 1837 Großkreuz des Zähringer Löwenordens[14]
- Ehrenzeichen für 30-jährigen tadellosen Dienst